# Synchronous Ethernet
La Synchronous Ethernet (in italiano "Ethernet sincrona"), denominata anche SyncE, è uno standard ITU-T per telecomunicazioni e reti di computer concepito per trasferire una frequenza di orologio (clock) tracciabile, ovvero agganciata in modo stabile a un riferimento esterno, ad altri nodi di rete che possono sincronizzarsi a essa, utilizzando per il trasporto il livello fisico Ethernet.

## Descrizione

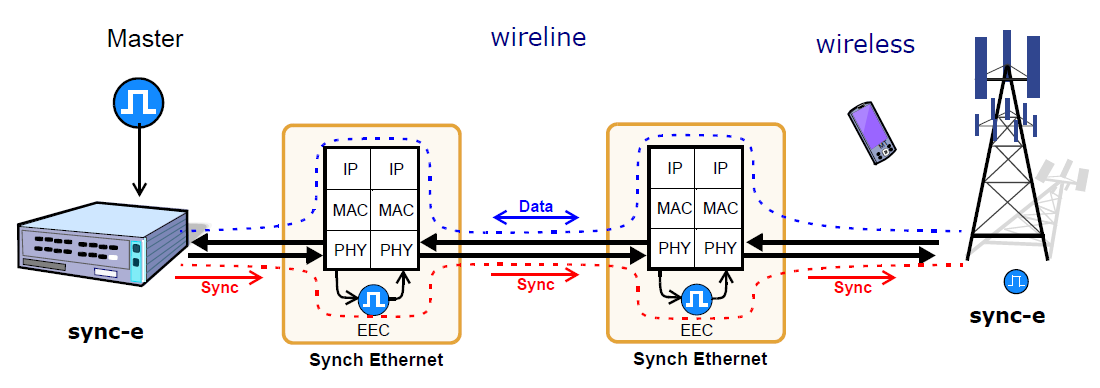
Le reti cellulari per poter funzionare richiedono un segnale di sincronismo comune

Lo scopo della Synchronous Ethernet è fornire un segnale di sincronizzazione alle risorse di rete che necessitino di questo tipo di segnale. Il segnale trasmesso sul livello fisico della Synchronous Ethernet deve essere tracciabile, ossia agganciato in fase (sincronizzato), su un orologio esterno di riferimento ad elevata accuratezza, idealmente unico per tutta la rete. I nodi della rete che ricevono tale segnale sono quindi in grado a loro volta di estrarre da esso la frequenza trasferita, risultando alla fine sincronizzati col riferimento principale. Tra le applicazioni che sfruttano questa tecnologia vi sono le reti cellulari, i sistemi di accesso come le reti ottiche passive e applicazioni streaming come IPTV e VoIP.
A differenza delle reti basate sul time-division multiplexing, le reti basate su Ethernet non trasportano in modo nativo informazioni di orologio di sincronismo o di tempo. Per indirizzare questa lacuna sono state sviluppate alcune metodologie tra cui il Network Time Protocol (NTP) definito da IETF e il Precision Time Protocol definito da IEEE nelle raccomandazioni 1588-2008 e 1588-2019 che però richiedono, in particolare il PTP, che il nodo sia in grado di ricostruire anche un riferimento di frequenza stabile agganciato all'orologio di riferimento principale che alimenta la rete sincronizzata.
La SyncE è stata standardizzata dall'ITU-T in collaborazione con IEEE per questo scopo (trasferire e ricostruire il riferimento di frequenza comune alla rete mantenendo su tutti i nodi entro intervalli minimi prefissati le variazioni di fase e l'accuratezza rispetto al riferimento originario) e comprende cinque raccomandazioni base:
1. ITU-T Rec. G.8261 che definisce gli aspetti architetturali
2. ITU-T Rec. G.8261.1 che definisce i limiti di jitter richiesti a livello di rete
3. ITU-T Rec. G.8262 che specifica caratteristiche e funzionalità degli orologi Synchronous Ethernet
4. ITU-T Rec. G.8262.1 che fissa i parametri di riferimento richiesti per i vari livelli di accuratezza e stabilità richiesti sulla base delle applicazioni finali
5. ITU-T Rec. G.8264 che descrive le specifiche relative all'Ethernet Synchronization Messaging Channel (ESMC)

L'architettura SyncE richiede come intervento minimo la sostituzione dell'orologio interno delle schede Ethernet con un circuito ad aggancio di fase (phase-locked loop) che opera sul livello fisico dell'Ethernet (livello PHY).

## Architettura

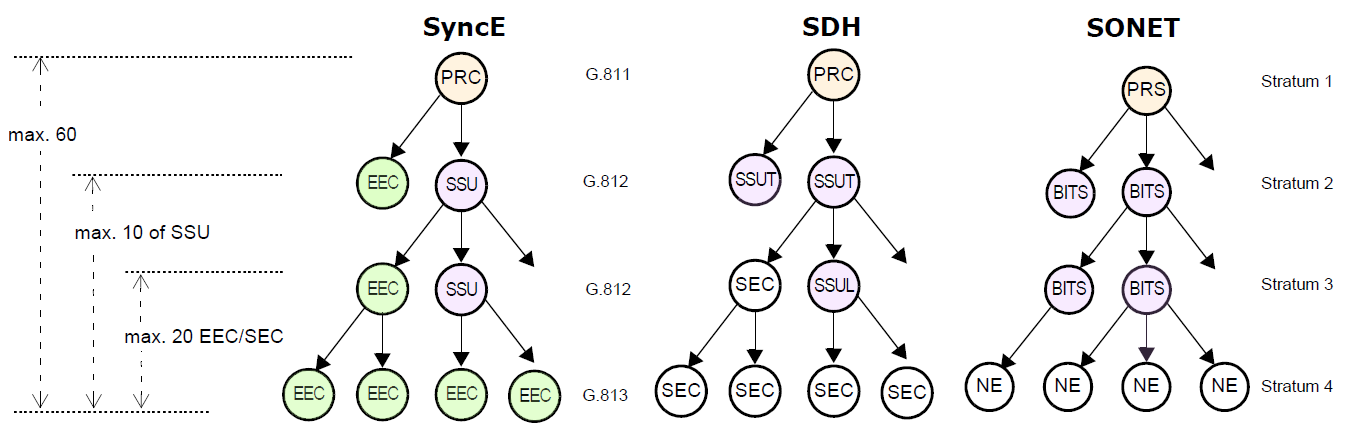
Schema di principio della rete di sincronizzazione per SDH/SONET e Synchronous Ethernet

Lo scopo principale della raccomandazione ITU-T G.8261 è l'estensione della rete di sincronizzazione per comprendere anche l'Ethernet come blocco costituente, con l'obiettivo di collegare gli apparati che usano la Synchronous Ethernet alla stessa rete di sincronizzazione usata dagli apparati SDH o SONET garantendo anche l'interoperabilità completa per quanto riguarda questa funzionalità.
L'architettura della rete generale e i relativi obiettivi di qualità rimangono quelli definiti dalla raccomandazione ITU-T G.825 dove ogni catena lineare di distribuzione di sincronismo è costituita da nodi di riferimento primari, tipicamente orologi atomici che generano in modo autonomo e con elevata accuratezza e stabilità il riferimento comune di rete (Primary Reference Clock, PRC); da nodi di riferimento secondari (riferimenti di sito), caratterizzati anch'essi da elevate caratteristiche di accuratezza e stabilità, inferiori rispetto al PRC ma sufficienti per prenderne il posto in caso di guasto/isolamento (Synchronization Supply Units, SSU) e infine dai nodi sincroni individuali che presentano caratteristiche di accuratezza e stabilità sufficienti a garantire l'estrazione e il mantenimento del riferimento entro i limiti previsti dalla G.825 (SDH Equipment Clock, SEC o Ethernet Equipment Clock, EEC, a seconda del tipo di protocollo usato per trasportare l'informazione).
La G.825, sulla base dei limiti di accettabilità del segnale di sincronismo agli estremi della rete (end-to-end) attesi per le applicazioni finali, definisce anche il dimensionamento delle singole catene lineari di distribuzione di sincronismo, ossia:
- Un massimo complessivo di 60 nodi per catena a partire dall'orologio di riferimento (PRC)
- Un massimo di 10 nodi SSU per catena
- Un massimo di 20 nodi EEC o SEC (in qualsiasi combinazione) tra due nodi SSU

### Orologi
La raccomandazione ITU-T G.8262/Y.1362 è stata pubblicata per la prima volta nell'agosto 2007, emendata nel 2008 e nel 2010, aggiornata in nuove versioni nel 2010 e nel 2018 ed infine emendata a marzo 2020. La raccomandazione definisce gli orologi per la Synchronous Ethernet in modo completamente compatibile con gli orologi SDH, facendo riferimento agli stessi valori di accuratezza, funzione di trasferimento del rumore, tolleranza ai disturbi, prestazioni in mantenimento (holdover) e generazione di rumore definiti per gli orologi basati sulla raccomandazione ITU-T G.813. Questi orologi sono definiti comeEthernet Equipment (Slave) Clocks (EEC, orologi di nodo Ethernet asserviti). Mentre lo standard IEEE 802.3 per l'Ethernet generica prescrive orologi locali (asicroni tra loro) con una accuratezza di ±100 ppm (±100 μHz/Hz), gli EEC devono garantire un funzionamento sincrono con lo stesso livello di accuratezza previsto per la sincronizzazione SDH, ossia ±4.6 ppm (±4.6 μHz/Hz).

### Protocollo di segnalazione

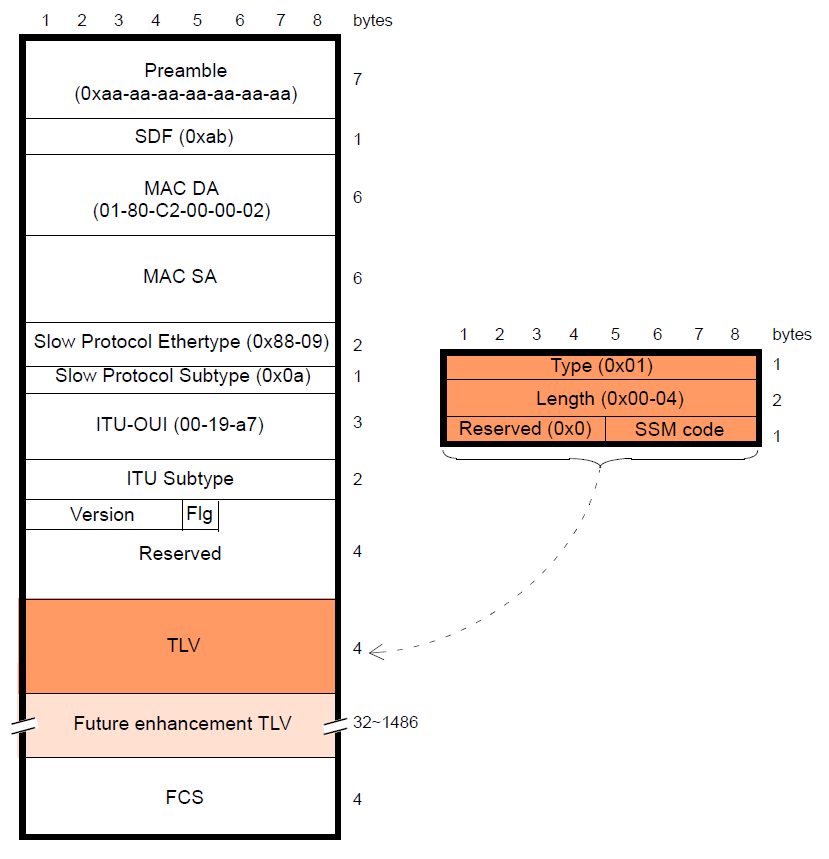
Trama dati definita per l'Ethernet Synchronization Message Channel (ESMC) secondo ITU-T G.8264

Nell'SDH la tracciabilità, ossia l'indicazione del livello di qualità del segnale di sincronismo viene trasportata dal byte Synchronization Status Message (SSM) riservato nell'overhead della trama; per garantire l'interoperabilità completa, la Synchronous Ethernet utilizza la stessa identica codifica SSM per trasferire l'informazione. Con questo meccanismo, l'SSM viene propagato in modo trasparente e direttamente elaborabile tra nodi di tipo diverso (EEC e SEC). 
A differenza dell'SDH, in cui l'SSM si trova in una posizione predeterminata della trama, l'Ethernet non possiede una struttura prefissata analoga e per poter trasportare l'informazione dell'SSM si utilizza un protocollo di segnalazione definito dall'ITU-T in collaborazione con IEEE nella raccomandazione G.8264. Il messaggio SSM viene trasportato usando il protocollo Ethernet Synchronization Message Channel (ESMC), definito da ITU-T nel contesto degli Organization Specific Slow Protocol (protocolli lenti specifici di organizzazioni, OSSP) conformemente alla specifica IEEE 802.3ay. La raccomandazione ITU-T G.8264 definisce un messaggio di sottofondo periodico (heart-beat) che riporta in modo continuativo l'informazione relativa al livello di qualità del sincronismo codificata come SSM. Eventuali cambiamenti nel livello di qualità vengono comunicati immediatamente con la generazione di messaggi di evento specifici asincroni rispetto all'heart-beat.
Il messaggio trasportato sul protocollo ESMC è un pacchetto costituito dall'header Ethernet standard per i protocolli lenti, un header specifico per l'ITU-T, un campo di flag e una struttura tipo-lunghezza-valore (TLV) che include il valore dell'SSM codificato su quattro bit secondo quanto definito dalla normativa ITU-T G.781.